# Nordhausen
Nordhausen è una città di 40 563 abitanti della Turingia, in Germania.
È il capoluogo, e il centro maggiore, del circondario omonimo. Nordhausen si fregia del titolo di "Grande città di circondario" (Große kreisangehörige Stadt).

## Geografia fisica
La città, bagnata dalle acque della Zorge, si trova a sud della catena montuosa dello Harz, la più elevata della Germania settentrionale, ed ai confini con i Land della Sassonia-Anhalt e della Bassa Sassonia, all'estremità occidentale del territorio detto Goldene Aue.

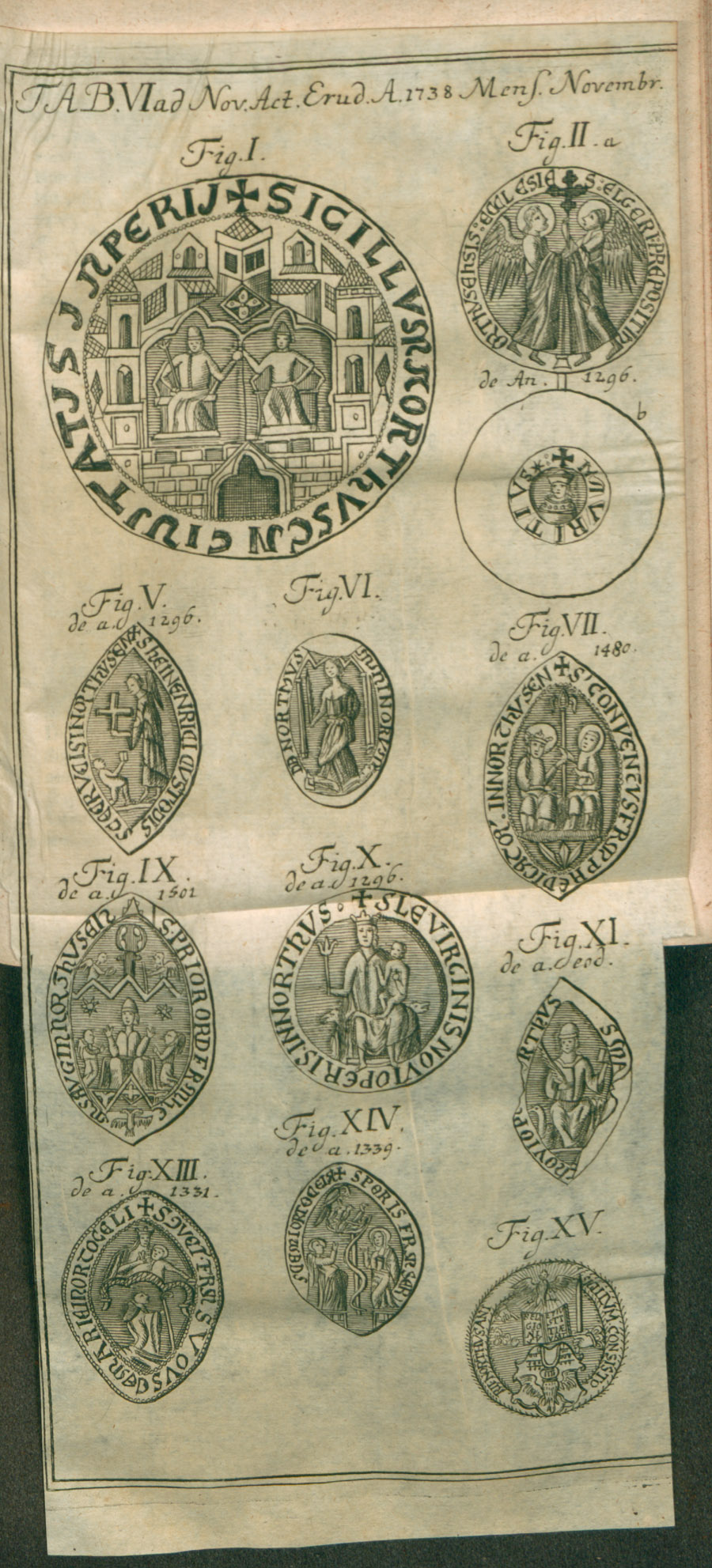
Sigilli relativi al territorio di Nordhausen pubblicati sugli Acta Eruditorum del 1738

## Storia
Nordhausen viene menzionata per la prima volta nell'anno 937, come donazione di Enrico I di Sassonia alla moglie, Matilde di Ringelheim.
Nel 1944 venne costruito, nelle sue vicinanze, il campo di concentramento di Mittelbau-Dora.
Nel 2018 venne aggregato alla città di Nordhausen il comune di Buchholz.

## Società

### Evoluzione demografica
| 1802 al 1946 - 1802 - 8.355 - 1821 - 9.900 - 1840 - 12.000 - 1880 - 26.198 - 1890 - 26.847 - 1933 - 37.635 - 1939 - 42.316 - 1946 - 32.848 | 1950 al 1996 - 1950 - 39.452 - 1960 - 39.768 - 1981 - 47.121 - 1984 - 47.176 - 1986 - 47.681 - 1994 - 48.028 - 1995 - 47.324 - 1996 - 46.750 | dal 1997 al 2004 - 1997 - 46.650 - 1998 - 46.192 - 1999 - 46.057 - 2000 - 45.633 - 2001 - 45.196 - 2002 - 44.701 - 2003 - 44.311 - 2004 - 43.894 |

## Infrastrutture e trasporti
L'arteria autostradale che serve Nordhausen è la A38 Lipsia-Gottinga.
A livello ferroviario la linea principale è la Lipsia-Kassel, ed altre linee che si irradiano dalla stazione principale cittadina sono quelle per Erfurt, per Herzberg am Harz (verso Gottinga) e per Wernigerode. Quest'ultima tratta è una ferrovia turistica a scartamento ridotto, gestita dalla compagnia Harzer Schmalspurbahnen (HSB), che ha fra i suoi tracciati anche uno verso il Brocken (1.142 m), la più alta vetta della catena dell'Harz.
A livello di trasporti urbani la città conta una rete tranviaria costituita da 3 linee.

## Amministrazione

### Gemellaggi
Nordhausen è gemellata con:
- Bet Shemesh
- Bochum
- Charleville-Mézières
- Ostrów Wielkopolski